# Benoît Bourrust
Benoît Bourrust (Auch, 16 de juny de 1985) és un jugador de rugbi a 15 francès que juga al lloc de Pilar a l'equip de la USAP de Perpinyà (1,84 m i 117 kg).

## Carrera
- Fins a 2007 : FC Auch França
- 2007-2008 : Sala Sharks Anglaterra
- 2008-2009 : Biarritz olympique Pays Basque
- des de 2009: USAP

## Palmarès

### En club
- Campió de França de Pro D2 : 2007

### En equip nacional
- Equipa amb França -21 anys : 1 selecció el 2005-2006 (Anglaterra)
- Equipa amb França -19 anys